# 大野敏嗣
大野 敏嗣（おおの としつぐ、1979年 - ）は、日本の映像作家、ミュージック・ビデオ監督。脚本家。栃木県足利市出身。

## 人物
1979年生まれ。明治大学経営学部に進学後、映画研究部に所属。
2007年株式会社COLORSを設立し、監督として活動。
脚本を執筆した映画「パパのお弁当は世界一」がスペイン サン・セバスティアン国際映画祭に選定。

## MV
- 赤い公園 - 「カメレオン」「journey」「恋と嘘」「闇夜に提灯」「黄色い花」「Canvas」「KOIKI」
- a crowd of rebellion - 「Dystopia」「THE TESTAMENT / Prologue -Insomnia-」「Sign.」「Nex:us」
- 足立佳奈 - 「サクラエール」「フレーフレーわたし」
- Annabel - 「スモルワールドロップ」「Alternative」
- ALLiSTER - 「Stay With Me」「FREE」「RUNAWAY」
- =LOVE -「The 5th」「Oh！Darling」「お姉さんじゃダメですか？」「夏祭り恋慕う」「あの子コンプレックス」「好きって、言えなかった」「Junkies」「どこが好きか言って」「仲直りシュークリーム」「恋人以上、好き未満」「内緒バナシ」
- IsamU -「Only 」
- 井上苑子 -「踏み出す一歩が僕になる」
- WOMCADOLE - 「応答セヨ」「軌跡」「ミッドナイトブルー」「FLAG」
- AKB48 -「前触れ」「壊さなきゃいけないもの」「ハッピーエンド」「戸惑ってためらって」「おはようから始まる世界」「Generation Change」「ひと夏の出来事」「好きだ好きだ好きだ」「また会える日まで」「ゆいりー」
- SKE48 -「雨のち奇跡的に晴れ」
- STU48 -「思い出せてよかった」「ペダルと車輪と来た道と」
- 桐谷健太 -「遣らずの雨と、光」
- 九州男 -「窓の外はもう日曜日」
- GOOD ON THE REEL - 「つぼみ」「サーチライト」「雨天決行」
- GOOD4NOTHING -「Broken Radio」「RIGHT NOW」「MxSxN」
- コブクロ - 「Twilight」「陽だまりの道」
- サイダーガール -「待つ」
- The Mirraz -「観覧車に乗る君が夜景に照らされてるうちは」
- SEAMO -「汚れた翼で」「君に1日1回「好き」という」
- SEAMO & SPYAIR -「ROCK THIS WAY」
- THE ORAL CIGARETTES - 「カンタンナコト」「エイミー」「嫌い」
- SHISE -「そよ風」
- SHERBETS -「WONDER WONDER」
- Jazztronik -「Now」
- JAM Project - 「The Age of Dragon Knights」「静寂のアポストル」「TOKYO DIVE」「THE EXCEEDER」「NAWABARI～背徳のシナリオ～」「THE HERO!!」「SKILL-2015-」
- Shuta Sueyoshi(AAA) feat. ISSA -「Over “Quartzer”」
- SCANDAL - 「月」
- スコット・マーフィー -「Thriller」「15の夜」
- 鈴木鈴木 -「海のリビング」
- 鈴木鈴木×高橋玄 -「そっと決めた言葉は」
- スムルース -「Beautiful Gir」「体感幸福論」
- 手島優 - 「ハミ乳パパラッチ」
- 寺島拓篤 -「architect」「Prismatic World」
- TWICE -「STUCK IN MY HEAD -Japanese ver.-」
- ≒JOY - 「大空、ビュンと」「きっと、青い」「夢見る♡アイドル」「ネバギバ!生きろ」「だだだ、だって。」「0120お助け屋さん」「いま、月は満ちる」「今、恋をしている」
- ≠ME - 「最強のラブソング」｢モブノデレラ｣「君を見かけた」
- PassCode - 「PROJECTION」「Tonight」「Taking you out」「ATLAS」
- PASSPO -「Mr.Wednesday」「Honey Dish」「サクラ小町」「妄想のハワイ」「キャンディー・ルーム」「STEP ＆ GO」「WING」
- 林青空 - 「マイフレンド」 「出航日和」
- Hilcrhyme - 「Atarimae」「Shampoo」「大丈夫」「ルーズリーフ」「パーソナルCOLOR」「no one」「春夏秋冬 ~フルオーケストラver.~」「ジグソーパズル」「蛍」
- 渕上舞 - 「Crossing Road」「BLACK CAT」「リベラシオン」「Rainbow Planet」「Fly High Myway!」
- Plastic Tree -「Thirteenth Friday」「サナトリウム」「みらいいろ」「ムーンライトーーーー。」
- predia - 「Close to you」「満たしてアモーレ」「名もなき白い花は消え逝く」「美しき孤独たち」
- Hey! Say! JUMP -「UNION」
- whiteeeen - 「ハニートースト」「キセキ〜未来へ〜」
- 前島麻由 - 「YELLOW」
- 森久保祥太郎 - 「I'm Nobody」「MONSTER」「FIRE」
- UNISON SQUARE GARDEN -「Phantom Joke」
- ヨルシカ -「創作」「老人と海」
- LUNA SEA -「Thoughts」「乱」
- LEGO BIG MORL -「Blue Birds Story」
- RADIO FISH - 「神様Disco」「Stepping on the fire (feat. w-inds.)」

## CM
- コナミスポーツ
- ABSENTE
- ONE OK ROCK -「Ambitions」
- ［Alexandros］ -「AL-XD」
- avex pictures CI
- AVIOT -「自由になれ、オンガクの翼。」

## LIVE
- SCANDAL -「WORLD TOUR 2020 "Kiss from the darkness" Blu-ray」
- 赤い公園 -「熱唱祭り」
- m-flo -「SQUARE ONE@幕張メッセ」
- M-ON! -「MONTHLY ICON Superfly]
- RADIO FISH -「TOUR 2018 "NEWTON」
- コブクロ -「KOBUKUROAD 4」「KOBUKUROAD3 〜KOBUKURO FAN FESTA 2017〜」
- 森久保祥太郎 -「LIVE TOUR 2018 心・裸・晩・唱 ～PHASE7～」
- チームしゃちほこ -「鯱詣2018 THE HALL」
- GOOD ON THE REEL -「HAVE A GOOD NIGHT」
- SIX LOUNGE -「ONEMAN TOUR “LOVE” 2018～2019」
- 遠藤正明 -「LIVE TOUR 2017 〜V6遠神〜」
- FTISLAND -「FTISLAND JAPAN LIVE TOUR 2019 -FIVE TREASURES- 」「AUTUMN TOUR 2018 -Pretty Girl-」「2017 FNC KINGDOM IN JAPAN -MIDNIGHT CIRCUS-」
- CNBLUE -「2017 ARENA TOUR 〜Starting Over〜 」「ARENA TOUR 2013 -ONE MORE TIME- ＠NIPPONGAISHI HALL」「Zepp Tour 2013 ～Lady～ @Zepp Tokyo」

## その他の作品
- 「パパのお弁当は世界一」脚本（2017年6月10日公開）
- 日向坂46 -「けやき坂ストーリー〜ひなたのほうへ〜」脚本・監督
- THE IDOLM@STER SHINY COLORS“283PRODUCTION SOLO PERFORMANCE LIVE「我儘なまま」＆5.5th Anniversary LIVE「星が見上げた空」” Blu-ray BOX【アソビストア特装版】特典映像「我儘に星を見る会」（2024年5月22日発売）